# Аді Мехремич
Аді Мехремич (босн. Adi Mehremić, нар. 26 квітня 1992, Сараєво, Боснія і Герцеговина) — боснійський футболіст, лівий захисник краківської «Вісли».

## Клубна кар'єра

### Початок кар'єри
Мехремич розпочав футбольну кар'єру в клубі «Радник» (Граджичі). У 2011 році перейшов до клубу першого дивізіону «Вележ» (Мостар). У Прем'єр-лізі дебютував у 13-му турі сезону 2011/12 років проти клубу «Борац» (Баня-Лука), замінивши на 87-й хвилині Слободана Лакичевича.
У лютому 2013 року перейшов до принципового конкурента клубу з Мостара, сараєвського «Олімпіка». У складі сараєвського клубу відіграв 3 матчі, після чого до початку сезону 2013/14 років виїхав до Словаччини, де став гравцем місцевого «Ружомберка». Аді підписав контракт зі словацьким клубом до завершення сезону з опцією автоматичного продовження. Під час зимової перерви сезону 2013/14 років перейшов до клубу першого дивізіону латвійського чемпіонату «Спартакс» (Юрмала), з яким підписав 1-річний контракт. У січні 2015 року переїхав до клубу з другого дивізіону чеського чемпіонату МФК «Фридек-Містек», де зіграв 20 матчів та відзначився 4 голами.

### «Сениця»
У січні 2016 року повернувся до Словаччини, де став гравцем «Сениці». Зі словацьким клубом підписав 2-річний контракт. У словацькій Суперлізі у футболці «Сениці» дебютував під керівництвом Душана Врто у програному (0:1) поєдинку 20-го туру проти «Подберезови». Мехремич вийшов у стартовому складі та відіграв увесь матч. У команді виступав півроку, за цей час у національному чемпіонаті відіграв 13 матчів, в яких не відзначився жодним голом.

### «Спартак» (Миява)
Напередодні початку сезону 2016/17 років разом з Петром Павліком перейшов до іншого словацького клубу, «Спартак» (Миява). Проте за підсумками сезону словацький клуб вилетів до нижчого дивізіону, а Аді як вільний агент залишив його розташування.

### «Санкт-Пельтен»
У січні 2017 року переїхав до клубу австрійської Бундесліги «Санкт-Пельтен», з яким підписав контракт до червня 2019 року. Проте вже під час зимової перерви сезону 2017/18 років з боснійцем розірвали контракт. 

### «Желєзнічар»
У січні 2018 року повернувся до Боснії, де підписав контракт з сараєвським «Желєзнічаром», який має завершитися в червні 2019 року. Дебютував у футболці столичного клубу 17 лютого 2018 року в переможному (4:2) виїзному поєдинку 19-го туру Прем'єр-ліги проти ФК «Крупа». Аді вийшов на поле в стартовому складі та відіграв увесь матч. У складі залізничників зіграв 16 матчів у боснійській Прем'єр-лізі. 

### «Карпати» (Львів)
17 липня 2018 року підписав з львівськими «Карпатами» контракт, який розрахований на 1 рік. В команді проводитиме виступи під незвичним для захисника 99-им номером. Перший гол у Прем'єр-лізі України забив у матчі проти чернігівської «Десни» 19 серпня 2018 року, який завершився з рахунком 2:2.

## Кар'єра в збірній
Викликався до лав молодіжної збірної Боснії і Герцеговини.

## Досягнення
«Желєзнічар»
- Кубок Боснії і Герцеговини
  -  Володар (1): 2017/18